# Pruszcz
Pruszcz è un comune rurale polacco del distretto di Świecie, nel voivodato della Cuiavia-Pomerania.
Ricopre una superficie di 141,96 km² e nel 2004 contava 9272 abitanti.